# Linoleum AB Forshaga

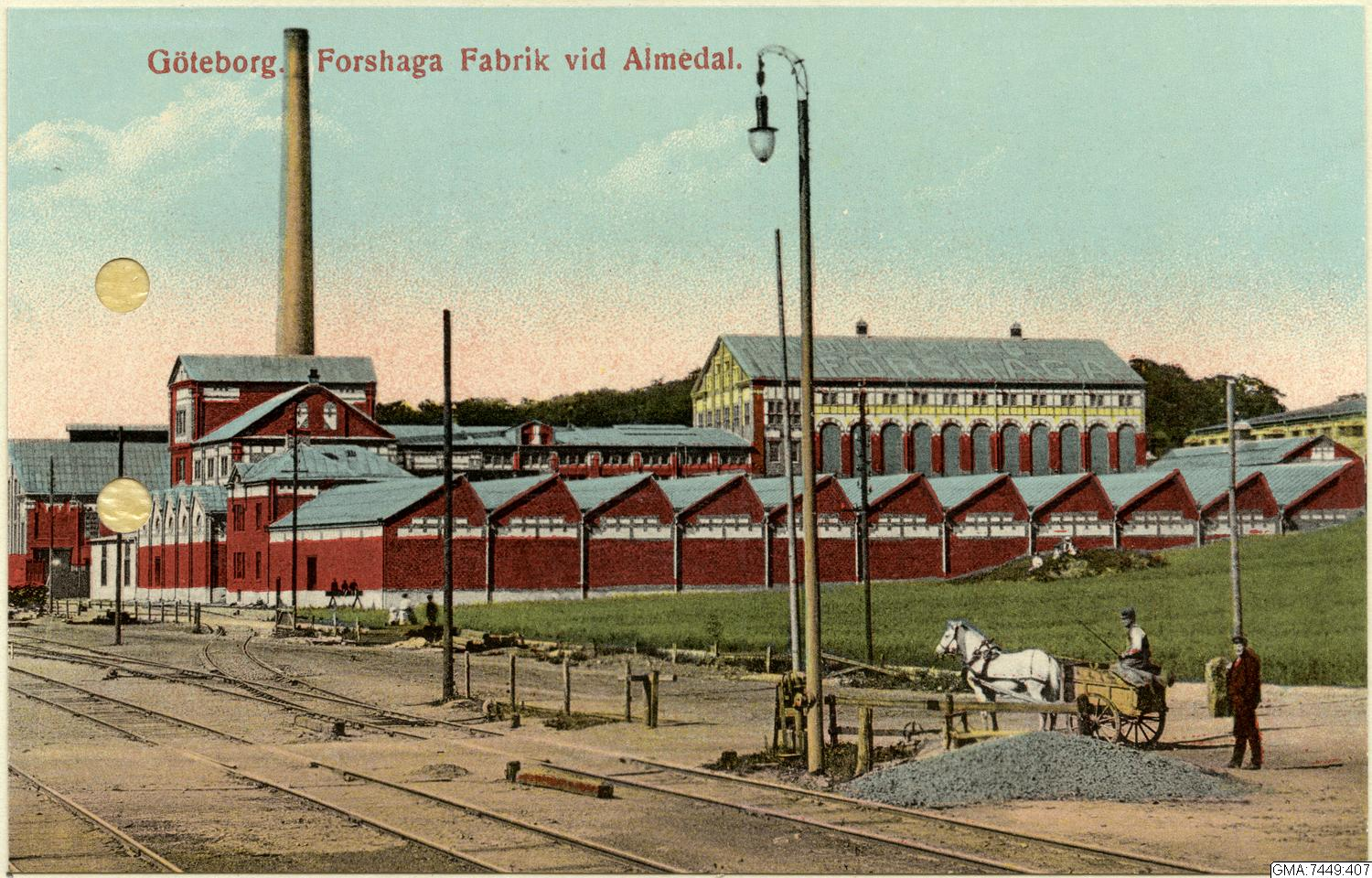
Forshagas fabrik i Almedal i Skår på 1910-talet.

Linoleum AB Forshaga var ett svenskt företag för tillverkning av linoleummattor, grundat 1896.
Företagets första fabrik låg i Forshaga i Värmland. Fabriken var inrymd i ett nedlagt glasbruk. År 1909 flyttades tillverkningen till en nybyggd linoleumfabrik i Göteborg, nära Almedals station.
Företaget hade 1930 en omsättning av 16,5 miljoner, ett aktiekapital om 8 miljoner och ett tillverkningsvärde av 5,4 miljoner kronor. Forshaga Linoleum anslöt sig 1928 till Continentale Linoleum Union, som förutom Forshaga omfattade Deutsche Linoleum-Werke i Tyskland, Linoleum-A. G. Giubiasco i Schweiz och N. V. Nederlandische Linoleumfabrik'i Nederländerna. Forshaga innehade även aktiemajoriteten i Libauer Linoleum-Werke A.-G.
Produktionen i Sverige upphörde 1973. Continentale Linoleum Union namnändrades 1973–1974 om till Forbo och Forshaga golv ingår idag i Forbo-koncernen.